# Дронов, Сергей Борисович
Сергей Борисович Дронов (17 октября 1924 — 10 февраля 1984) — передовик советской строительной промышленности, начальник цеха Домодедовского завода строительных материалов и конструкций Главмособлстройматериалов при Мособлисполкоме, Московская область, Герой Социалистического Труда (1971).

## Биография
Родился в 1924 году в деревне Андреевка, ныне Тёпло-Огарёвского района Тульской области в крестьянской семье. В 1938 году вся семья переехала в Раменский район на постоянное место жительство. Здесь в 1941 году окончил обучение в восьмом классе школы. В феврале 1942 года поступил на курсы машинистов-экскаваторщиков в городе Люберцы.
С августа 1942 и по март 1949 года проходил военную службу в действующей Красной Армии. Является ветераном Великой Отечественной войны. От Москвы до Берлина прошёл артиллеристом. Был командиром орудия. Летом 1943 года сражался в составе 43-й гвардейской стрелковой дивизии. Участвовал в операциях под Смоленском, Новгородом. Освобождал Белоруссию, Польшу, штурмовал Берлин. В боях был награждён тремя боевыми наградами. После войны продолжил службу в армии. В марте 1949 года уволен в звании младший лейтенант. Дома стал работать экскаваторщиком на Домодедовском известковом заводе. В марте 1952 года назначен начальником механических мастерских, затем работал главным механиком завода. Работая на заводе в 1966 году закончил заочно Московский индустриальный педагогический техникум. Три года был секретарём партийной организации завода.
Последовательно трудился начальником нескольких цехов: шлакоблочного, гипсобетонного, обжига, транспорта, а затем цеха сантехкабин. Везде при его руководстве исполнялось задание и выполнялись планы. В новом цехе успешно запустил конвейерно-поточную новую линию. Сначала производительность была 100 сантехкабин в месяц, потом увеличилась в сорок раз.
Указом Президиума Верховного Совета СССР от 7 мая 1971 года за достижение высоких показателей в производстве строительных материалов Сергею Борисовичу Дронову было присвоено звание Героя Социалистического Труда с вручением ордена Ленина и медали «Серп и Молот».
В мае 1972 года был назначен директором Белостолбовского кирпичного завода. Проработал на этой должности восемь лет. При нём предприятие внедряло новые разработки и достигало новых производственных высот. Осенью 1980 года был переведён в структуры администрации Домодедовского района, руководил коммунальным комбинатом.
Проживал в посёлке Домодедово. Умер 10 февраля 1984 года.

## Награды
За трудовые и боевые успехи был удостоен:
- золотая звезда «Серп и Молот» (07.05.1971)
- орден Ленина (07.05.1971)
- Орден Трудового Красного Знамени (28.08.1966)
- Орден Отечественной войны II степени (31.05.1945)
- Орден Славы II степени (09.03.1945)
- Орден Славы III степени (20.08.1944)
- Медаль «За отвагу» (СССР) (22.10.1943)
- Медаль «За отвагу» (СССР) (20.02.1944)
- другие медали.